# Khướu mỏ quặp Blyth
Pteruthius aeralatus là một loài chim trong họ Vireonidae.